# 판아메리카나 텔레비시온
판아메리카나 텔레비시온(스페인어: Panamericana Televisión)는 페루의 텔레비전 채널이다.